# Муратов, Павел Дмитриевич
Павел Дмитриевич Муратов (30 мая 1934 года, Новосибирск, СССР — 18 июля 2020 года, Екатеринбург, Россия) — советский, российский искусствовед, педагог, коллекционер. Кандидат искусствоведения (1970), член Союза художников СССР, России (с 1973), доцент (1979). Почетный работник высшего профессионального образования Российской Федерации (1999).

## Биография
Родился в Новосибирске в 1934 году. Интерес к изобразительному искусству проявился в школьные годы. После окончания в 1957 году Фрунзенского художественного училища работал научным сотрудником картинной галереи. Затем учился в Ленинградском государственном институте живописи, скульптуры и архитектуры им. И. Е. Репина. Там же в 1968 году закончил аспирантуру.
Крупнейший специалист по истории сибирского искусства. Постоянный участник выставочных комитетов разного уровня. Долгие годы вместе с искусствоведческой деятельностью преподавал историю искусства студентам Новосибирской государственной консерватории, художественно-графического факультета Новосибирского государственного педагогического института, Новосибирского государственного университета архитектуры, дизайна и искусств имени А. Д. Крячкова.
Один из трех первых сотрудников Новосибирской картинной галереи. Его трудами создавалась та коллекция (включая В. Боровиковского, Д. Левицкого, К. Брюллова, И. Репина и серию картин Н. Рериха), которая сейчас является гордостью музея. В 2006 году передал в дар музею 67 живописных работ, 45 графических листов и 13 произведений скульптуры, созданных в основном новосибирскими художниками, работавшими во второй половине ХХ столетия. Кроме того, подарил солидное количество художественных произведений (преимущественно работ сибирских художников) художественным музеям Томска, Тюмени и Искитима.
Награждён Почетными грамотами Секретариата правления Союза художников РСФСР (1983), Дипломом МК РСФСР и СХ РСФСР (1977), Почетной грамотой мэрии Новосибирска (2003).

## Краткая библиография
- Три художника [Текст] : [В. М. Мизеров, А. Г. Заковряшин, К. Я. Баранов]. — Новосибирск : Западно-Сибирское книжное издательство, 1969. — 104 с., 8 л. ил. : ил.
- Художественная жизнь Сибири 1920-х годов. — Ленинград : Художник РСФСР, 1974. — 144 с. : ил.
- Изобразительное искусство Томска. — Новосибирск : Западно-Сибирское книжное издательство, 1974. — 80 с. : ил.
- Новосибирской организации — 50 лет. — «Художник». — 1984. — № 3.
- Как мы начинали галерею // Мой Новосибирск. — Новосибирск, 1999. — С. 167—171.
- История художественной жизни Новосибирска // Идеи и идеалы. — 2011. — № 1/7.
- Один из старейших (Николай Петрович Хомков) // Сибирские огни. — 2016. — № 5.
- Художник Лев Серков // Сибирские огни. — 2017. — № 11
- Монументалист Василий Кирьянов // Сибирские огни. — 2017. — № 5.